# Épagny (Fribourg)
Pour les articles homonymes, voir Épagny.
Épagny est un village suisse situé au pied de la ville de Gruyères, dans la commune du même nom.

## Histoire
Épagny abrite sur son territoire de nombreux vestiges datant de différentes époques : vestiges de l'âge du bronze, de Hallstatt, tombes de La Tène (325-250 av. J.-C.), vestiges d'une villa du IIe et IIIe siècles et nécropole du haut Moyen Âge.

## Infrastructures
On y trouve l'école primaire de la commune de Gruyères.